# Hidròxid de potassi
L'hidròxid de potassi és un compost químic, un hidròxid de fórmula química {\displaystyle {\ce {KOH}}}, anomenat comercialment potassa càustica. És un sòlid blanc, d'aparença cerosa molt soluble en aigua. És deliqüescent, absorbeix la humitat de l'aire i, com a conseqüència, forma una dissolució concentrada, i es fon a 360 °C. En posar el sòlid dintre l'aigua, aquest s'ionitza totalment en els seus dos ions: {\displaystyle {\ce {K+}}}, que és el catió potassi, i {\displaystyle {\ce {OH-}}}, l'anió hidròxid, per la qual cosa és una base forta (a causa de l'ió {\displaystyle {\ce {OH-}}}). També absorbeix el diòxid de carboni de l'aire per formar carbonat de potassi {\displaystyle {\ce {K2CO3}}}. S'empra per fabricar sabó, com a electròlit a diferents tipus de piles i cel·les galvàniques, per a l'obtenció de sals de potassi, per a la neutralització d'àcids, per a l'absorció de gasos i com additiu alimentari amb el codi E525. És conegut des de l'antiguitat que s'obtenia a partir de les cendres vegetals tractant-les amb calç apagada (dissolució d'hidròxid de calci, {\displaystyle {\ce {Ca(OH)2}}}). És un sòlid blanc perillosament corrosiu.

## Història

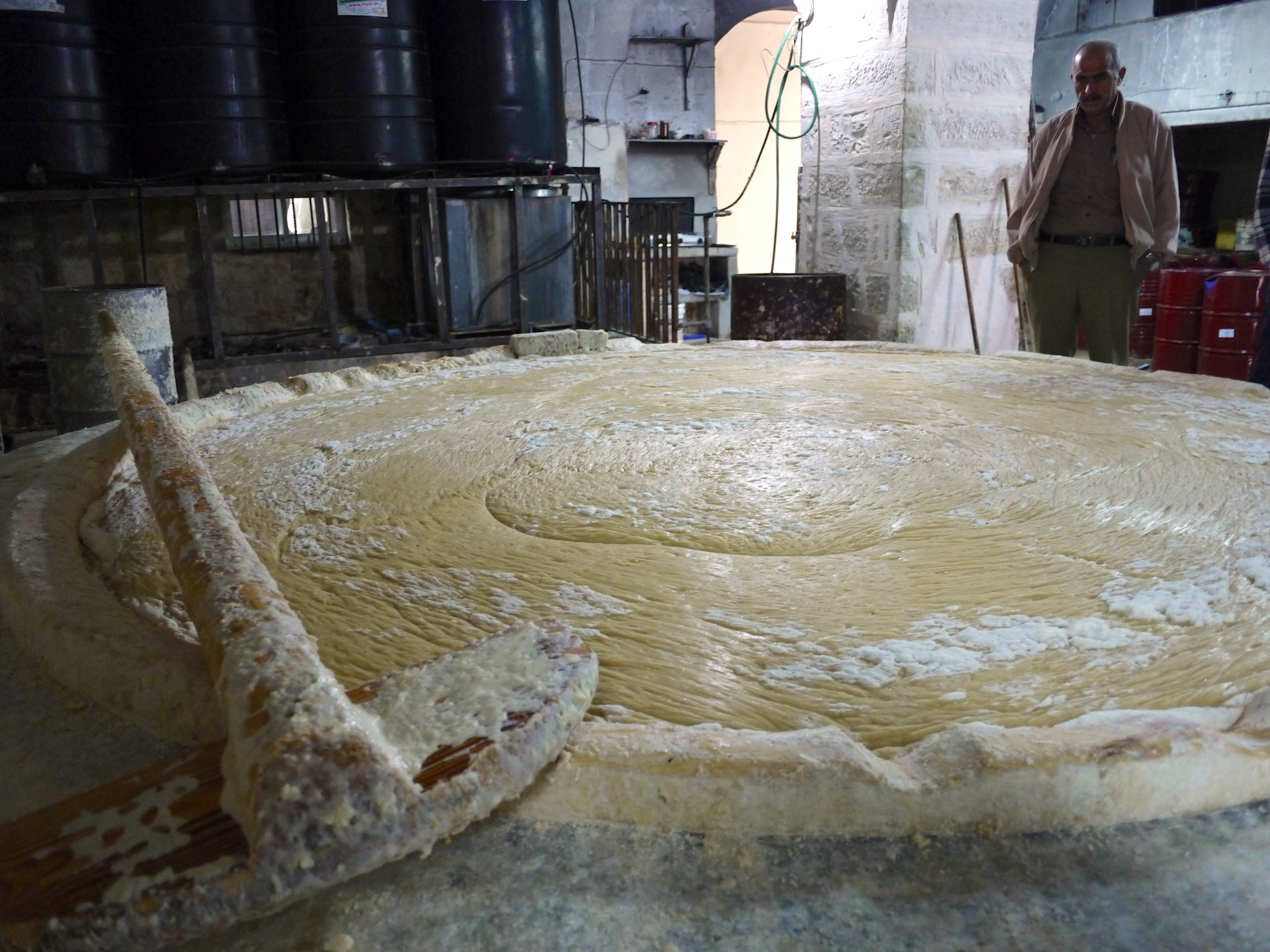
Producció de sabó a Nablus

La potassa, nom que prové del neerlandès antic potasschen 'cendres de pot', era coneguda des de l'antiguitat amb termes com àlcali fix vegetal, àlcali del tàrtar, àlcali del nitre o àlcali deliqüescent. S'obtenia tradicionalment de les cendres vegetals per lixiviació i posterior evaporació escalfant el lixiviat en un pot de ferro, d'on prové el nom. Aquesta potassa estava formada principalment de carbonat de potassi, {\displaystyle {\ce {K2CO3}}}. Després de la seva purificació amb calç apagada, hidròxid de calci {\displaystyle {\ce {Ca(OH)2}}}, s'obtenia l'hidròxid de potassi o potassa càustica, considerada com la potassa pura. La reacció és:
{\displaystyle {\ce {K2CO3 + Ca(OH)2 -> CaCO3 + 2 KOH}}}
La principal aplicació que tenia a l'antiguitat l'hidròxid de potassi era la producció de sabó, mitjançant la saponificació de greixos animals o vegetals:
Amb hidròxid de potassi s'obtenia l'anomenat sapo mollis, o sabó tou, que s'assembla a la mel o a la gelea. És groguenc, sense perfum i translúcid, i és fàcilment soluble en esperit rectificat. És fet amb oli d’oliva, de coco, de soia, de llavors de cotó o d'oli de ricí i hidròxid de potassi. Es feia servir el sapo mollis com antiàcid en una dosi de 5 a 20 g.

## Propietats

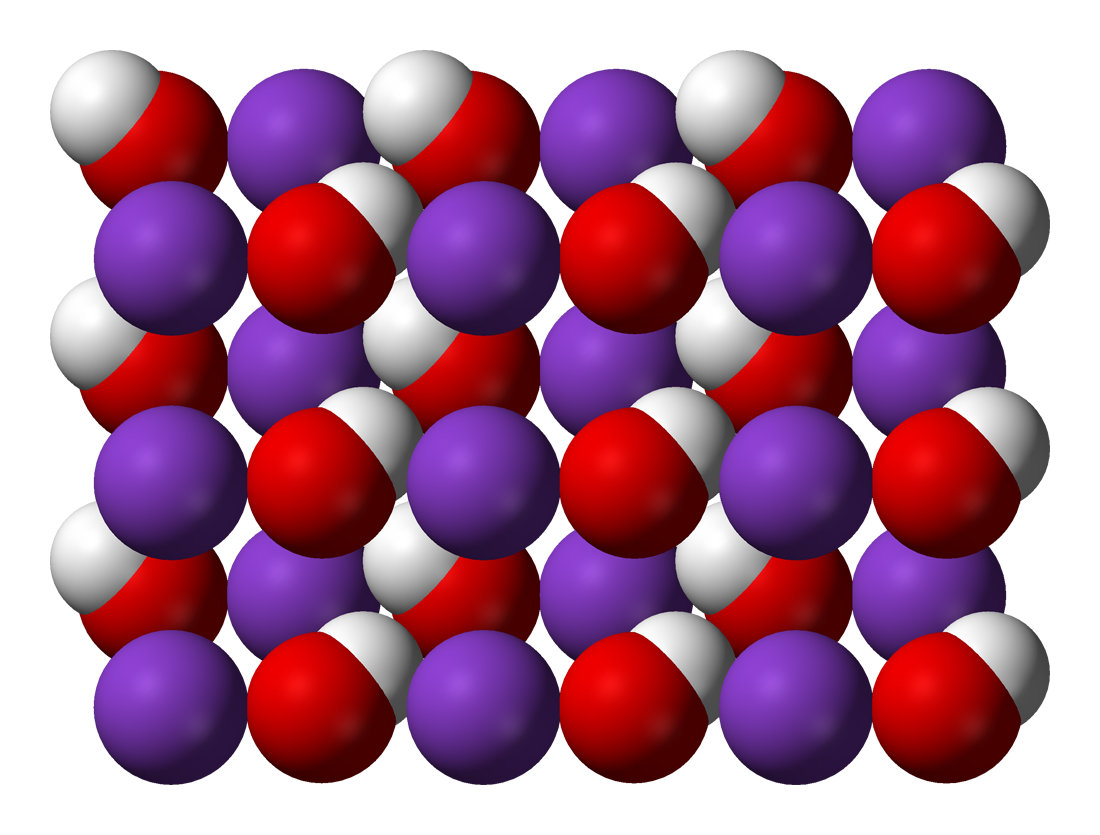
Estructura cristal·lina de l'hidròxid de potassi

L'hidròxid de potassi és un sòlid blanc o incolor i inodor a temperatura ambient. Cristal·litza al sistema ortoròmbic, grup espacial mm2. Té una densitat de 2,044 g/cm³, el seu punt de fusió és de 406 °C i el d'ebullició 1 327 °C.
És molt soluble en aigua i la seva solubilitat augmenta amb la temperatura: 97 g de {\displaystyle {\ce {KOH}}} en 100 g d'aigua a 0 °C; 103 a 10 °C; 112 a 20 °C; 126 a 30 °C; 178 a 100 °C. També és soluble en metanol i etanol. És higroscòpic. Les seves dissolucions aquoses són molt alcalines, tenen un pH molt alt (una dissolució aquosa de 0,1 mol/l té un pH de 13,5). Quan es dissol en aigua o etanol o quan la solució es tracta amb àcid, es genera molta calor. L'entalpia de dissolució en aigua és 53,51 kJ/mol.

## Usos
L'hidròxid de potassi és el compost químic de potassi més important que s'utilitza amb finalitats comercials no fertilitzants. El 2020 es calcula que en el món es produïren al voltant de 2,4 milions de tones i es preveu que el 2027 la producció hagi augmentat fins als 2,9 milions de tones. Es produeix per electròlisi de clorur de potassi {\displaystyle {\ce {KCl}}}, mitjançant tecnologia de cèl·lules de membrana o mercuri. La reacció, que també dona clor {\displaystyle {\ce {Cl2}}} i hidrogen {\displaystyle {\ce {H2}}}, és:
{\displaystyle {\ce {2 KCl + 2 H2O -> 2 KOH + Cl2 + H2}}}

### Neutralització dels àcids i preparació de sals
Com a àlcali, l’hidròxid de potassi s'utilitza per neutralitzar l'acidesa i ajustar el pH de les dissolucions. En les anàlisis químiques, és un agent valuós per a la valoració dels àcids per determinar la seva concentració mitjançant volumetries àcid-base. La reacció de neutralització amb àcid sulfúric {\displaystyle {\ce {H2SO4}}}dona sulfat de potassi {\displaystyle {\ce {K2SO4}}}:
{\displaystyle {\ce {H2SO4 + 2 KOH -> K2SO4 + 2 H2O}}}
Aquest tipus de reacció àcid-base s'utilitza per a la producció de sals de potassi. Aquestes sals, al seu torn, tenen diverses aplicacions. Per exemple, el dihidrogenfosfat del potassi {\displaystyle {\ce {KH2PO4}}} s'empra com a fertilitzant, el carbonat de potassi {\displaystyle {\ce {K2CO3}}} s'utilitza en la fabricació de sabó i vidre, el cianur de potassi {\displaystyle {\ce {KCN}}} s'utilitza en la mineria d’or i la galvanoplàstia i el permanganat de potassi {\displaystyle {\ce {KMnO4}}} és un desinfectant i s'empra com oxidant en els laboratoris químics.

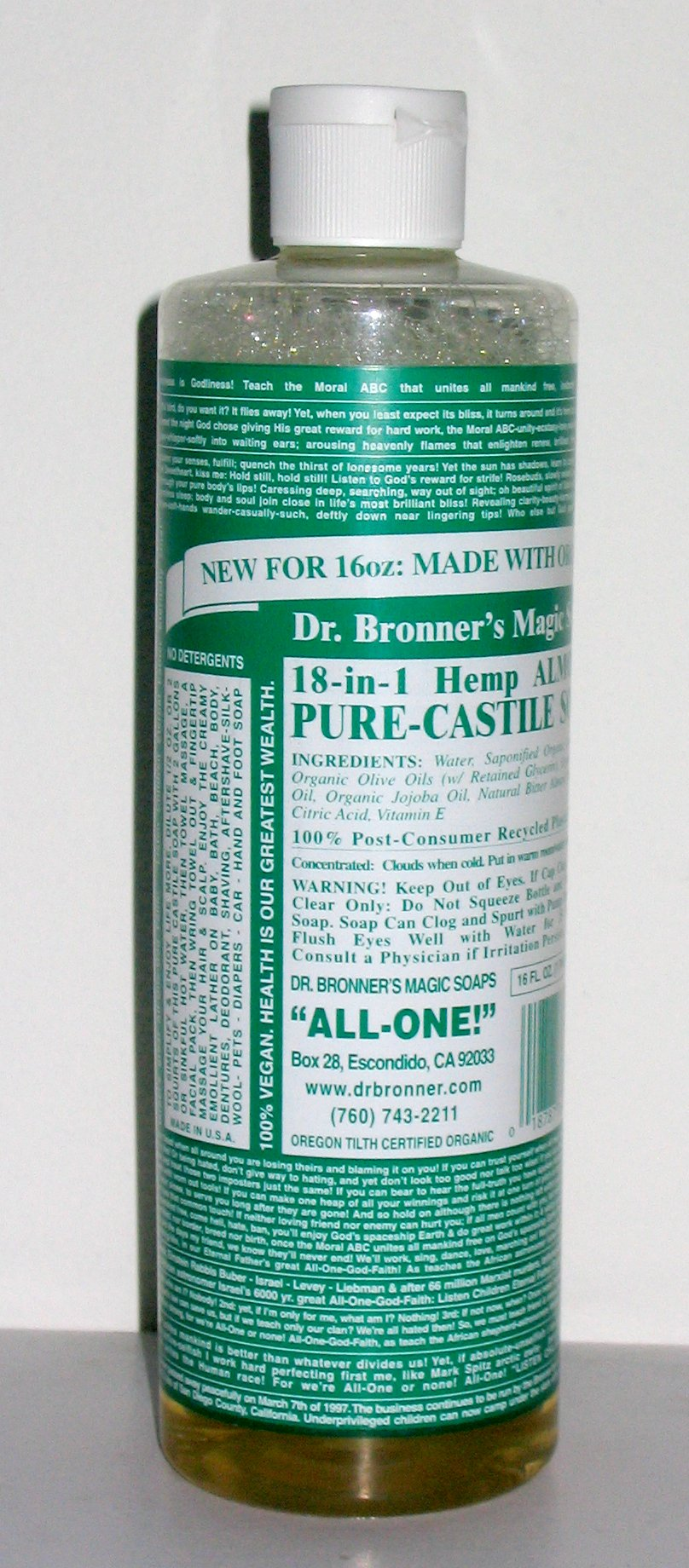
Sabó líquid de potassi, en concret sabó de Castella, elaborat a partir d'oli d'oliva

### Producció de sabons
La reacció de l’hidròxid de potassi amb olis i greixos en condicions d’escalfament s'anomena saponificació. Aquesta reacció és útil per a la producció de sabons de potassi, que són més suaus i més solubles que els sabons derivats de l'hidròxid de sodi {\displaystyle {\ce {NaOH}}}. En conseqüència, els sabons líquids solen ser sabons de potassi, mentre que els sabons sòlids solen ser sabons de sodi.
Aquests sabons poden emprar-se com insecticides. La formació de sal de potassi proporciona solubilitat en aigua per als àcids grassos. Les cadenes de carboni lipofíliques dels àcids grassos penetren i alteren la matriu lipoproteïna de les membranes plasmàtiques dels insectes. La interrupció de la membrana condueix a l'evacuació del contingut cel·lular, cosa que provoca la deshidratació i la mort de la cèl·lula. La toxicitat dels àcids grassos augmenta amb l’augment de la longitud de la cadena de carboni, que normalment arriba al màxim a deu i després disminueix. Les longituds de la cadena d’àcids grassos de devuit carbonis amb un o dos dobles enllaços (insaturats) també presenten activitat insecticida. Les sals de potassi dels àcids grassos tenen una toxicitat relativament selectiva segons les espècies d'insectes i l'etapa de desenvolupament. Els insectes de cos tou, com els pugons, les mosques blanques i els insectes farinosos, són més susceptibles a la dessecació. Els menys afectats són els insectes adults voladors amb exteriors més duradors, com els escarabats de les marietes. No obstant això, els insectes en fase de desenvolupament immadur i sense vol són més vulnerables als efectes d’aquest principi actiu.
Les sals de potassi dels àcids grassos també poden ser fungicides. Igual que amb la seva activitat insecticida, els efectes fungicides augmenten amb longituds addicionals de la cadena de carboni. Els majors efectes tòxics es produeixen a deu i onze carbonis i després disminueixen. Els àcids grassos insaturats amb 18 longituds de cadena de carboni no presenten propietats fungicides.

### Fabricació de bateries i piles de combustible

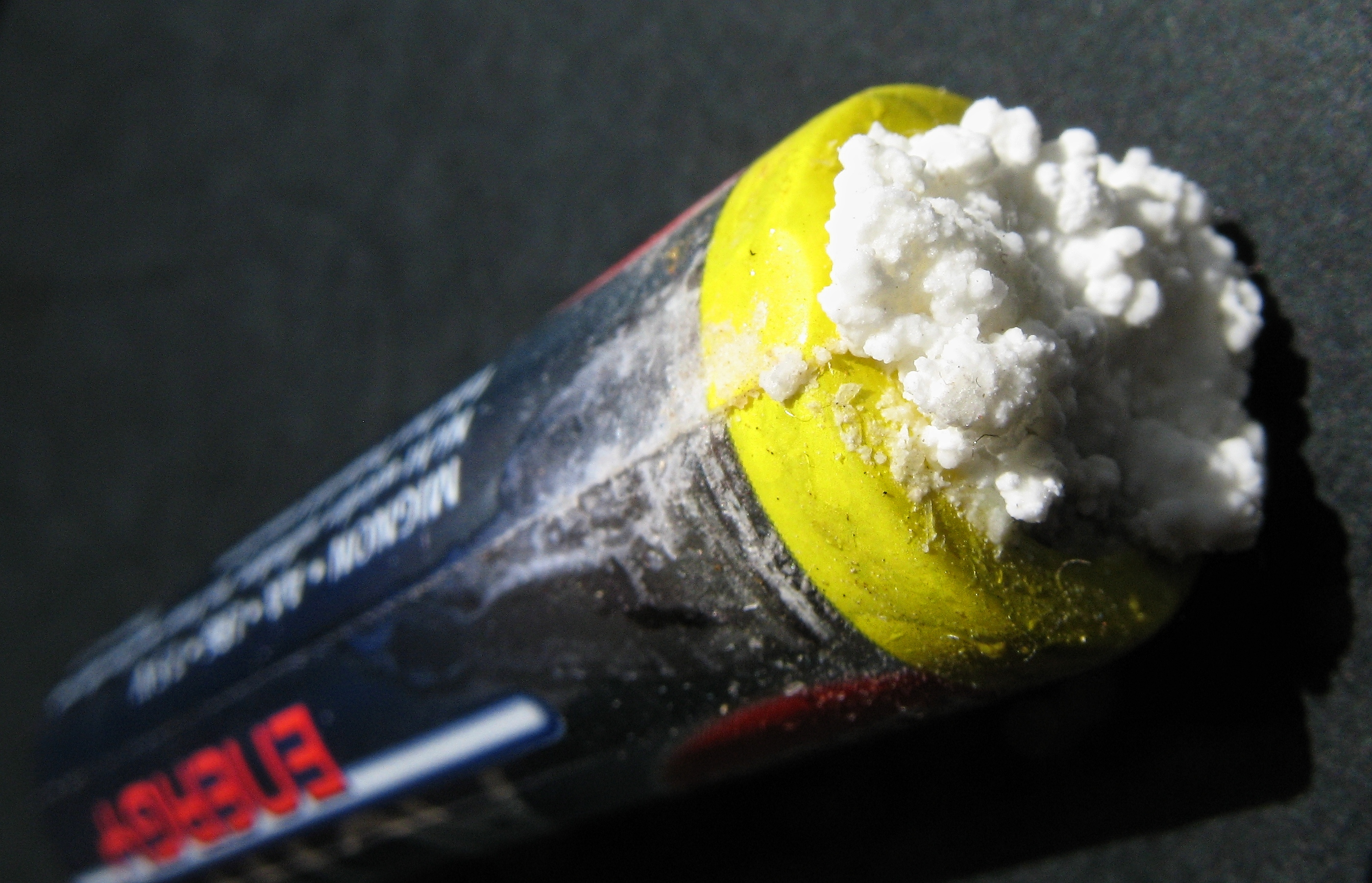
L'hidròxid de potassi si surt d'una pila, reacciona amb el diòxid de carboni per formar carbonat de potassi

Una solució aquosa d’hidròxid de potassi s'utilitza com a electròlit en diversos tipus de bateries, incloses les piles alcalines, de níquel i cadmi i diòxid de manganès i zinc. També és un electròlit en certs tipus de piles de combustible. Les dissolucions d’hidròxid de potassi són millors conductors de l'electricitat que les solucions d'hidròxid de sodi i, per tant, són preferibles a aquestes darreres.

### Generació d'oxigen
Actualment, els sistemes de suport de vida aeroespacials utilitzen tecnologies basades en dos electròlits: un electròlit líquid alcalí format a partir d'una solució d'hidròxid de potassi i aigua i un electròlit sòlid fet d'un ionòmer que forma el nucli del sistema de membrana d'intercanvi de protons. Una solució del 30 % d'hidròxid de potassi en aigua desenvolupa la màxima conductivitat com un electròlit. Quan està contingut en un recipient i sotmès a un corrent, es procedeix a les següents reaccions:

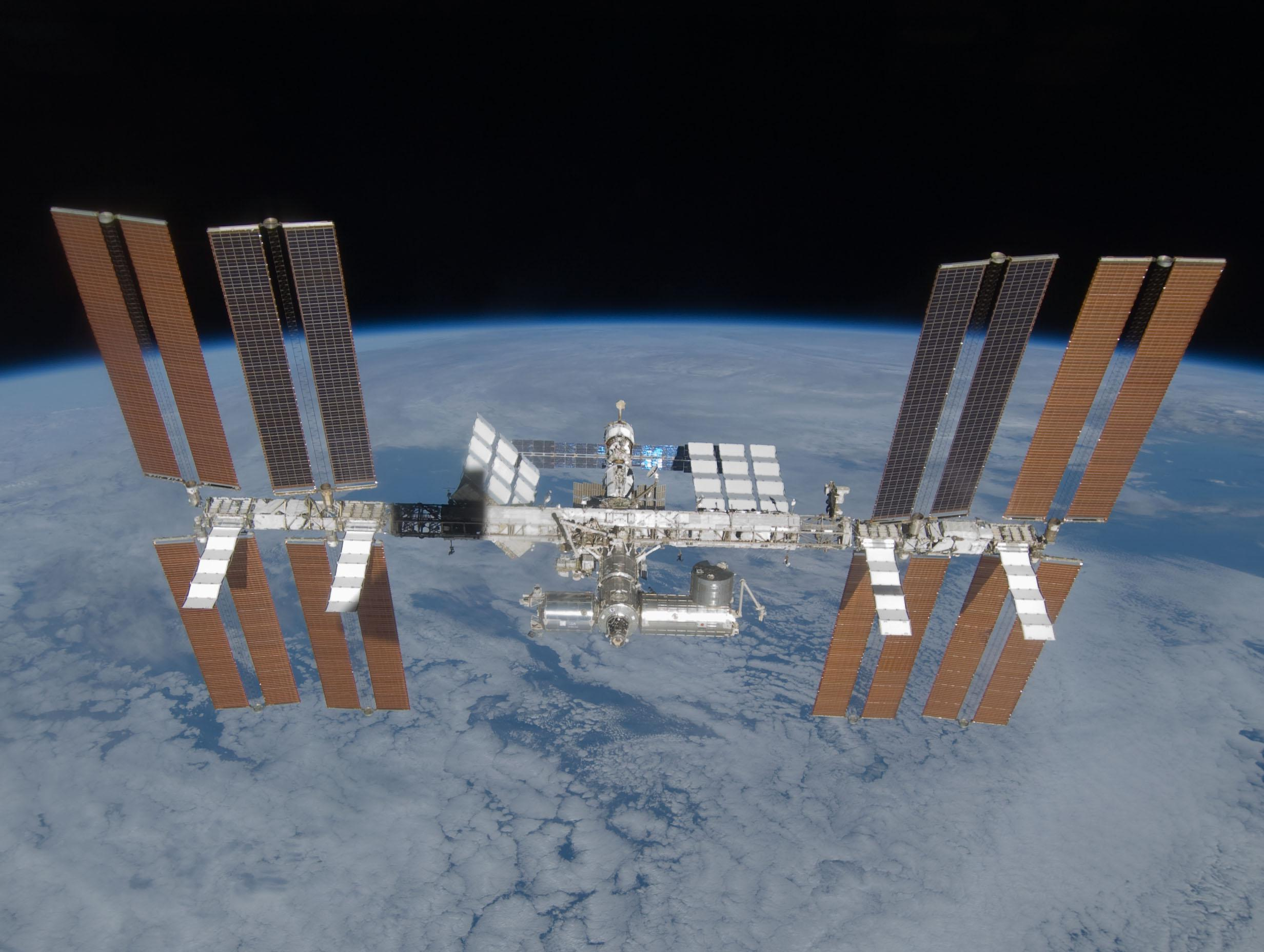
Estació Espacial Internacional

Els anions hidroxil migren a l'ànode positiu i alliberen electrons, causant la producció d'oxigen i la formació d'aigua:
{\displaystyle {\ce {4 OH- -> 2H2O + O2 + 4e-}}}
Al càtode negatiu, les molècules d'aigua es divideixen per formar ions hidroxils negatius i alliberar hidrogen:
{\displaystyle {\ce {2H2O + 2e- -> 2OH- + H2}}}
El sistema Elektron construït pels russos a bord de l'estació Mir i l'Estació Espacial Internacional (EEI) es basa en aquest procés alcalí.

### Usos diversos

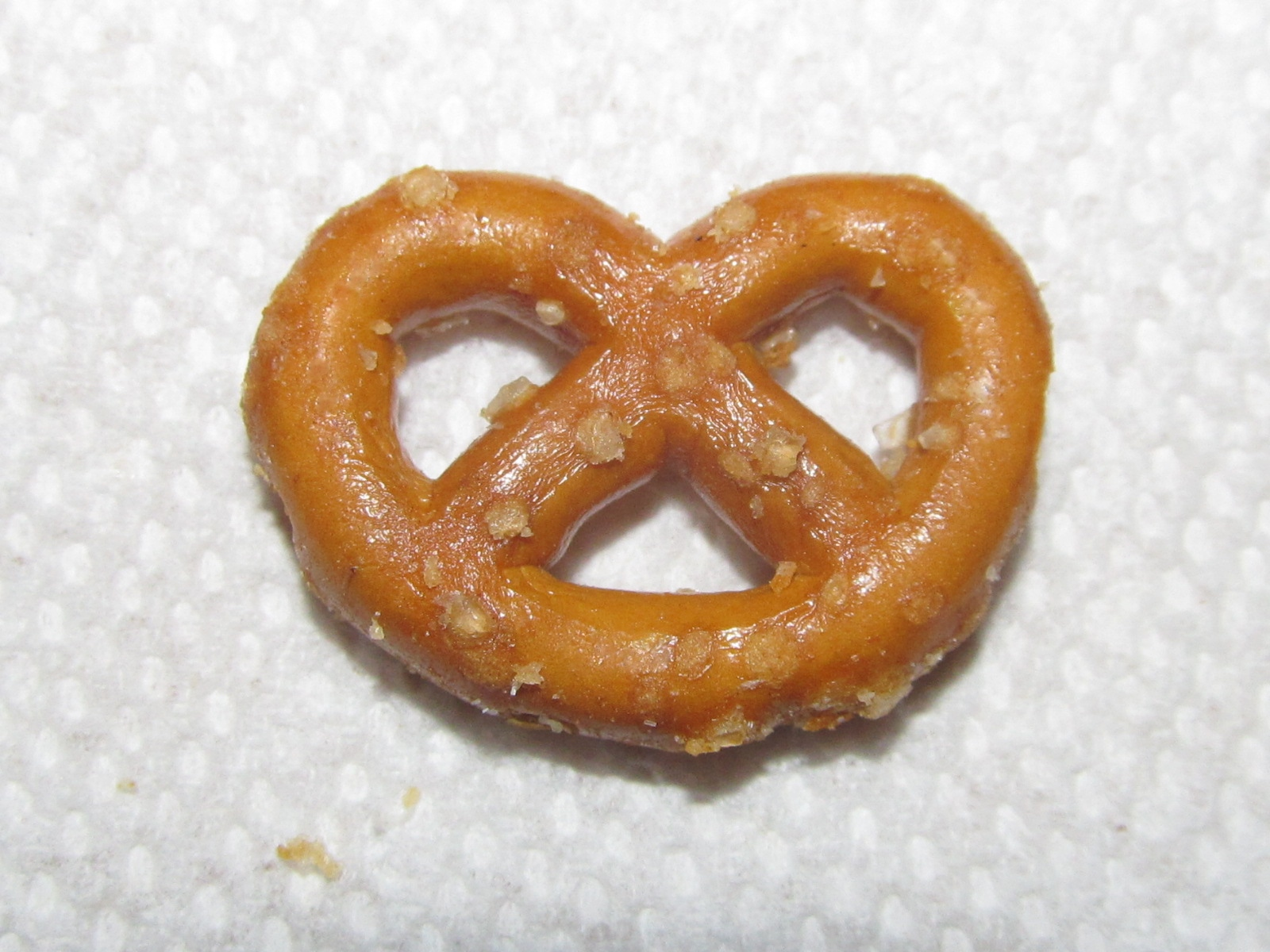
Pretzel

L’hidròxid de potassi és un catalitzador en el procés de fabricació de biodièsel a partir d’olis i greixos. En la fabricació de paper, ajuda a separar la lignina de les fibres de cel·lulosa. És un element clau en el processament humit de semiconductors i un agent blanquejant per a tèxtils. Es pot utilitzar per a l’absorció de diòxid de carboni {\displaystyle {\ce {CO2}}}, triòxid de sofre {\displaystyle {\ce {SO3}}} i triòxid de nitrogen {\displaystyle {\ce {NO3}}} als corrents de gas. També s'utilitza per desobstruir els desguassos, eliminar el pèl de les pells dels animals i dissoldre les canals dels animals.
A la indústria alimentària s'empra com a regulador de l'acidesa amb el codi E525. Per exemple, permet obtenir el grau d’acidesa desitjat en les melmelades. També regula el pH en certes preparacions a base de cereals i en aliments per a nadons. Aquest additiu també s'utilitza en la fabricació de pretzels, als quals dona un color castany i el gust típic d’aquests productes. S'empra també en el rentatge i pelat químic de fruites i verdures, com a agent de neteja i desinfectant als cellers, principalment per netejar l’interior dels tancs de biofilms de bacteris i llevats.

## Toxicitat
L'hidròxid de potassi és un compost químic irritant. És nociu per ingestió i provoca cremades i danys oculars greus a la pell.
Els perills ambientals de l’hidròxid de potassi, com el de sodi, es deuen principalment als anions hidròxid {\displaystyle {\ce {OH-}}} i al seu efecte sobre el pH. La capacitat del medi afectat per amortir els efectes sobre el pH determinarà l’abast del dany als organismes. Per a l’hidròxid de potassi, la CL50 (concentració letal 50 %) del peix és de 80 mg·l−1 i 125–189 mg·l−1 per a l’hidròxid de sodi. La directiva europea 78/659/CEE considera que el límit superior de pH aquàtic per a la supervivència dels peixos és 9. Altres consideracions sobre l’hidròxid de potassi alliberat al medi ambient d’un efluent són les sals formades a partir dels cations potassi com el clorur de potassi {\displaystyle {\ce {KCl}}}. La LC50 de la toxicitat dels peixos a causa de {\displaystyle {\ce {KCl}}} és de 880 mg·l−1 i els valors de LC50 per a la toxicitat dels invertebrats per clorur de potassi són 660 mg·l−1 per a Daphnia magna i 630 mg·l−1 per C. dubia. L’ Per al {\displaystyle {\ce {KCl}}} la LC50 de les algues Nitscheria linearis és de 1 337 mg·l−1.